# 神戸第一高等学校
神戸第一高等学校（こうべだいいちこうとうがっこう）は、兵庫県神戸市中央区葺合町にある私立高等学校。旧神戸塩原女子高等学校。生徒数の減少から2000年度（平成12年度）より男女共学となり、同時に校名も「スバルが丘学園・神戸第一高等学校」へと変更された。その後、2021年（令和3年度）に学校法人名が「スバルが丘岸本学園」に改称した。

## 特徴
特長

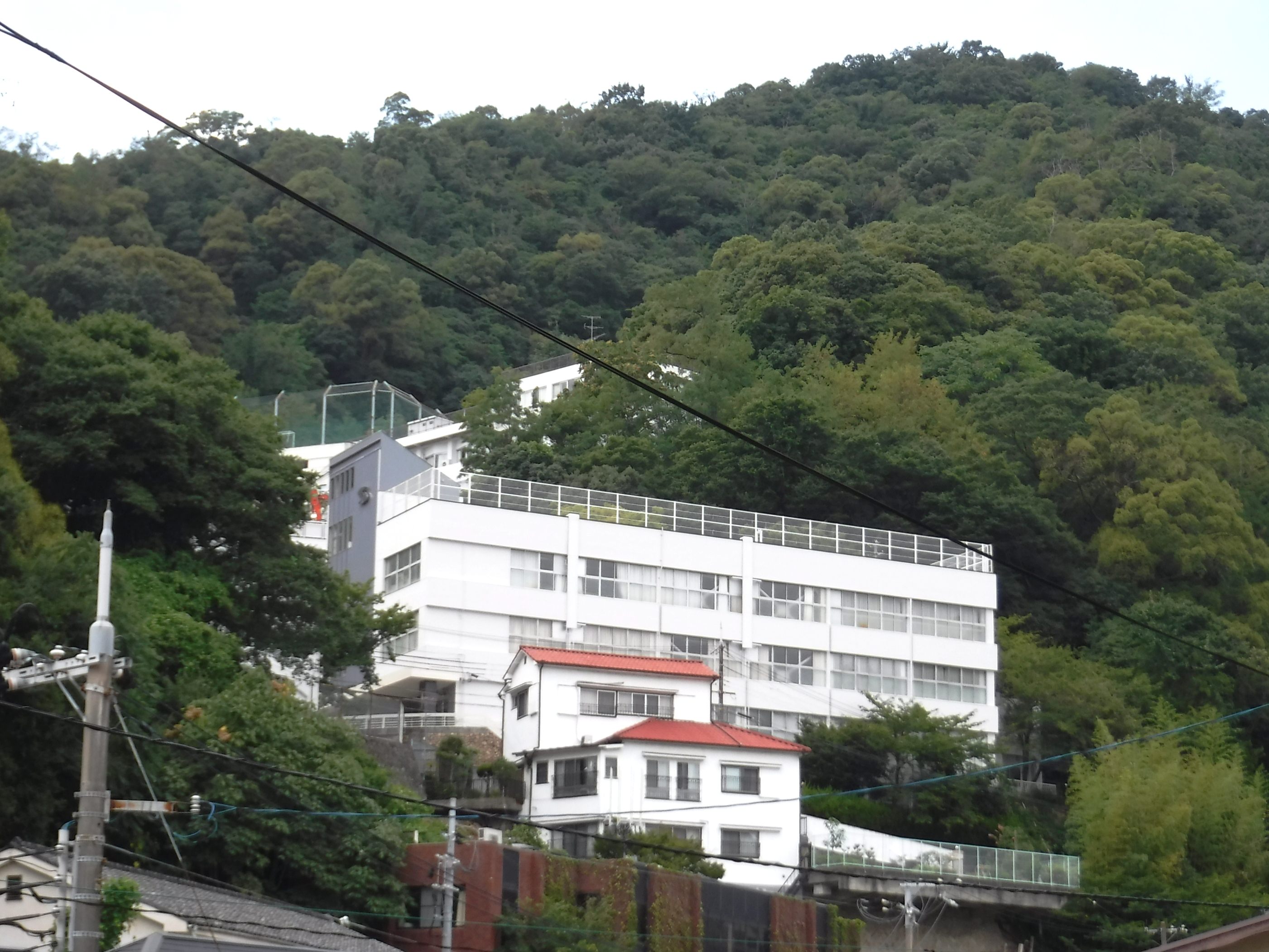
同校遠望

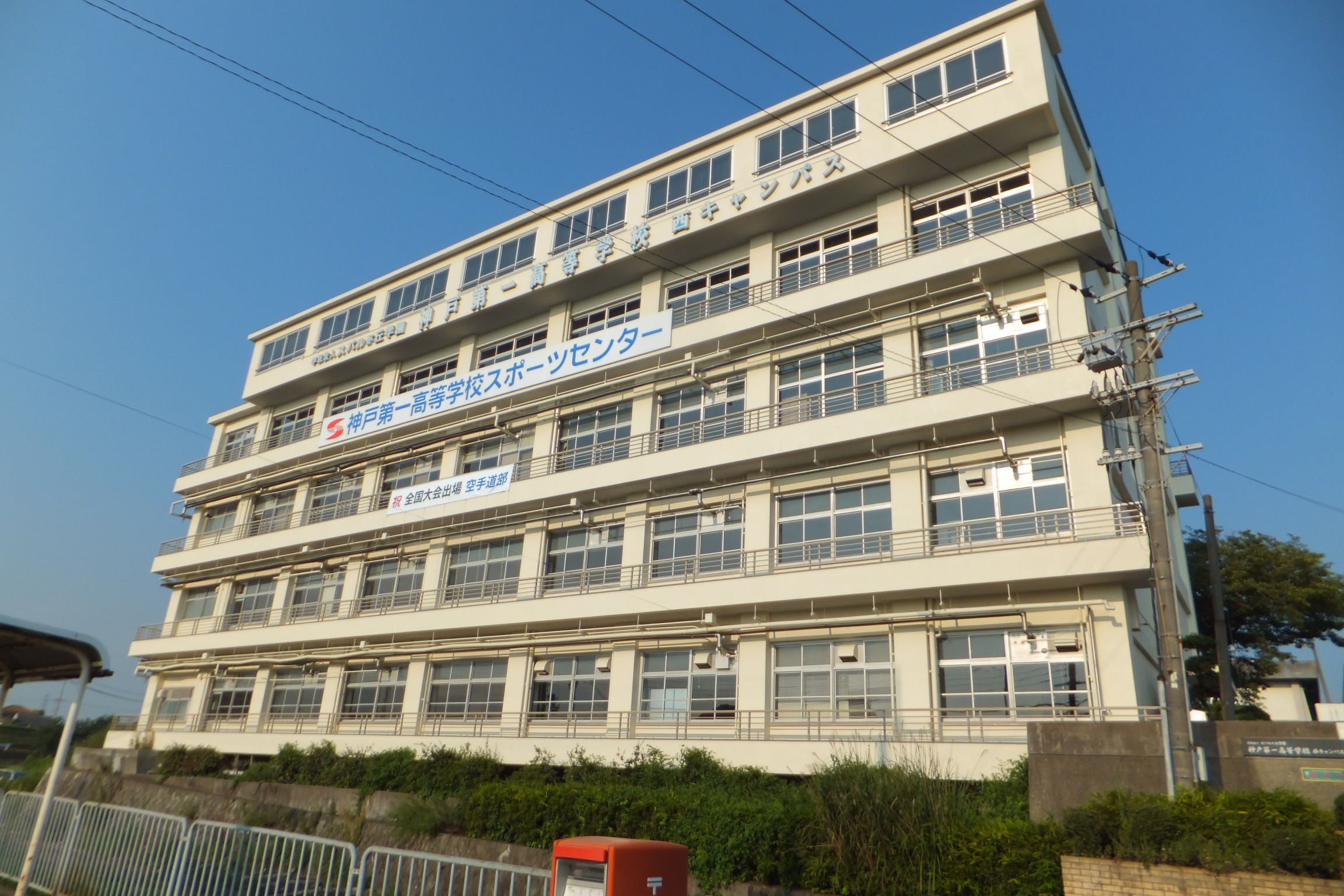
西キャンパス

本校では完全週5日制を実施している。また、在学中では様々な資格の取得を勧め、目標に向かって自ら学ぼうとする意欲を養う活動をしている。また、ボランティア活動やスポーツ、文化芸術活動などの活動も評価されている。語学研修制度（ハワイ大学マノア校、オレゴン州立大学）がある。表彰制度がある。（スバルが丘賞・新潮賞・渦潮賞）
校内
情報処理実習室、調理実習室や介護実習室など専門教科の実習が完備されており、校舎が山の形状にあわせ作られているため、各校舎は一つの敷地内に集められておらず公道に面している。そのため、移動時には公道を通行することになる。
学別地域
出身中学校の所在地は、神戸市が最も多いが、明石市、 姫路市、南あわじ市、加古郡などの兵庫県内の遠方地域からも入学している。

## 沿革
- 1913年（大正2年） - 私立神戸女子高等技芸学校が開校、その後神戸高等技芸女学校に改称。
- 1944年（昭和19年）戦時統制令に伴い塩原学園神戸女子商業学校に転換。
- 1947年（昭和22年） - 学制改革で塩原女子家庭高等学校に改組。
- 1958年（昭和33年） - 普通科を設置し、神戸塩原女子高等学校に改称。
- 1961年（昭和36年） - 商業科設置。
- 1971年（昭和46年） - 情報処理科設置。
- 1995年（平成07年） - 国際経済コース、進学コース、体育コース、芸術コース設置。
- 1997年（平成09年） - 介護福祉コース設置。
- 1998年（平成10年） - 法人名を「学校法人塩原女子高等学校」と改称。
- 1999年（平成11年） - 調理師コース設置、家庭科をファッションコースに改称。
- 2000年（平成12年） - 国際経済・情報処理・介護福祉・調理師の各コースを男女共学とする（校名を「スバルが丘学園　神戸第一高等学校」と改称）。
- 2004年（平成16年） - コースを製菓・調理師・商業特進・情報処理・ファッションデザイン・介護福祉・普通の各7コースを設置。
- 2009年（平成21年） - 神戸西高等学校跡地を取得、西キャンパスとなる。
- 2013年（平成25年） - 普通科スーパーコース、普通科スポーツコースを設置。
- 2021年（令和3年） - 学校法人名を「学校法人スバルが丘岸本学園」と改称。
- 2024年（令和6年） - 本キャンパスに神戸スバルが丘保育専門学校を開校。

## キャンパス
- 本キャンパス
- 西キャンパス

## 入試の方法
能力試験については、国・数・英から一教科だけ選択して受験する。小論文と面接がある。

## 設置学科
- 普通コース
- スポーツコース
- ビジネスコース
- システム情報コース
- ファッションデザインコース
- 保育・福祉コース
- 調理師コース
- 製菓衛生師コース

### 放課後補習が行われている資格
普通科コースの資格

・日本漢字能力検定（2-3級）
・実用数学技能検定（2-3級）
・実用英語技能検定（2-3級）
・実用理科技能検定（2-3級）
・歴史能力検定（日本史、2-3級）
・歴史能力検定（世界史、2-3級）
・日本語検定（3級）
・日本書写技能検定協会主催硬筆書写技能検定・毛筆書写技能検定試験

調理師、製菓衛生師コースの資格
- 調理師
- 製菓衛生師の受験資格[1]
- 家庭科技術検定（洋服・和服・食物）

保育・福祉コースの資格
- 介護福祉士
- 全国経理教育協会主催　社会福祉会計簿記認定試験

ビジネス、システム情報コースの資格
- 全国商業高等学校協会主催珠算・電卓実務検定（1-3級）
- 全国商業高等学校協会主催簿記実務検定（1-3級）
- 全国商業高等学校協会主催情報処理検定 (プログラミング部門、1-3級)
- 全国商業高等学校協会主催情報処理検定 (ビジネス情報部門、1-3級)
- 全国商業高等学校協会主催ビジネス文書実務検定
- 全国商業高等学校協会主催商業経済検定（1-3級）
- 全国商業高等学校協会主催英語検定（1-3級）
- 全国商業高等学校協会主催会計実務検定
- 全国商業高等学校協会主催ビジネスコミュニケーション検定

- ITパスポート（国家資格）
- 基本情報技術者試験（国家資格）
- 応用情報技術者試験（国家資格）
- 秘書技能検定（2-3級）
- 日本商工会議所主催簿記検定（2-3級）
- 日本商工会議所主催販売士検定（2-3級）
- キータッチ2000テスト
- ビジネスキーボード認定試験
- 日本ビジネス技能検定協会主催 農業簿記検定（1-3級）
- 日本ビジネス技能検定協会主催 地方公会計検定（2-3級）
- 日本情報処理検定協会主催　ホームページ作成検定試験（1-3級）
- 日本情報処理検定協会主催　プレゼンテーション作成検定試験（1-3級）
- 日本情報処理検定協会主催　文書デザイン検定試験（1-3級）
- 全国経理教育協会主催　簿記能力検定（上級-3級）
- 全国経理教育協会主催　コンピュータ会計能力検定
- 全国経理教育協会主催　中小企業BANTO認定試験
- 日本経営協会主催　マネジメント検定（Ⅲ級）
- 全国経理教育協会主催　消費税法能力検定（1-3級）
- 全国経理教育協会主催　法人税法能力検定（1-3級）
- 全国経理教育協会主催　所得税法能力検定（1-3級）
- 全国経理教育協会主催　社会人常識マナー検定（1-3級）
- 宅地建物取引士（国家資格）

### カリキュラムについて
全てのコースで各種資格取得のためのカリキュラムが設定されている。また、授業後は放課後補習が行われており、（放課後に各種資格試験の合格対策講座が実施されている）
- 例として、ファッションデザインコースでは「トータルビューティー」という科目が存在する。(2012年度から)

過去に取得した資格を生かして一流企業に就職した生徒や社会人入試で国立大学に進学した生徒もいる。（例、一橋大学、滋賀大学の夜間、香川大学の夜間、神戸製鋼所、旧住友金属工業など）

## 部活動
文化部
- 音楽部

- 美術部
- 家庭科部

- 書道部
- 茶華道部部

- 写真部

- JRC部

など
運動部
ボクシング部・陸上競技部・空手部がインターハイなどで活躍している。
- ボクシング部
- バレーボール部(男)
- バスケットボール部

- サッカー部
- 硬式野球部
- 空手道部

- 陸上競技部
- テニス部
- バドミントン部

- 剣道部
- ダンス部

など

### 運動部の実績
- 1988年(昭和63年) - 日本女子サッカー連盟杯・高等学校女子サッカー大会（準優勝）
- 2005年(平成17年) - 陸上競技部1名が千葉インターハイに出場
- 2006年(平成17年) - ボクシング部1名が大阪インターハイに出場
- 2009年(平成21年) - 空手部1名が新潟国体出場
- 2010年(平成22年) - 空手部が沖縄インターハイに出場

## その他の実績
- 全国高等学校IT・簿記選手権 優秀賞（団体戦、情報処理コース）
- 全国高等学校IT・簿記選手権 敢闘賞（個人戦、情報処理コース）
- 2009KDKファッショングランプリコンテスト 出場 （ファッションデザインコース）
- 2010KDKファッショングランプリコンテスト 『NHK京都放送局長賞』受賞 （ファッションデザインコース）
- 2011KDKファッショングランプリコンテスト 佳作 （ファッションデザインコース）
- ふれあいの祭典兵庫短歌祭（兵庫県知事賞）
- 納税協会主催「税の作文コンクール」（神戸納税協会会長賞）

提携校は、ハワイ大学マノア校、オレゴン州立大学、兵庫県立農業大学校、神戸国際大学など

## 出身者
- 小國以載 - プロボクサー
- 順みつき - 女優、宝塚歌劇団卒業生
- たかおみゆき - 吉本新喜劇
- 林家扇兵衛 - 落語家
- 戸梶有野里 - サッカー選手
- 谷口将隆-プロボクサー、龍谷大学卒業
- 安藤大騎 - 空手選手、近畿大学卒業
- 田尻みか - ゴルファー

## アクセス
- 神戸市営地下鉄・山陽新幹線　新神戸駅から徒歩10分